# Décès en août 1965
Décès
- 1961
- 1962
- 1963
- 1964
- 1965
- 1966
- 1967
- 1968
- 1969

Pour une information complémentaire, voir la page d'aide.

| Date    | Nom        | Pays                   | Activités                               | Âge | Source |
| ------- | ---------- | ---------------------- | --------------------------------------- | --- | ------ |
| 10 août | Sloan Doak | Drapeau des États-Unis | Cavalier américain de concours complet. | 79  |        |